# Nitocrella morimotoi
Nitocrella morimotoi är en kräftdjursart som beskrevs av Michiya Miura 1962. Nitocrella morimotoi ingår i släktet Nitocrella och familjen Ameiridae. Inga underarter finns listade i Catalogue of Life.